# Koupě
Koupě (německy Kauf) je obce v okrese Příbram ve Středočeském kraji, asi 21 km jižně od Příbrami. Žije zde 113 obyvatel.

## Historie
První písemná zmínka o vesnici pochází z roku 1367, kdy zde sídlil Jindřich z Koupí. Ve vsi bývala tvrz s hospodářským dvorem, které v roce 1509 patřily Jindřichovi Koupskému z Břízy. Po jeho smrti majetek zdědila dcera Žofie, provdaná za Jiřího Byšického z Byšic. Poslední majitelkou, která zde sídlila, se stala Anna z Hozlau, vdova po Václavovi z Byšic. Roku 1647 statek prodala Přibíku Jeníškovi z Újezda, který jej připojil ke svému březnickému panství, a nepotřebná tvrz poté zcela zanikla.

## Přírodní poměry
Na jihozápadním okraji vesnice se nachází přírodní památka Dražská Koupě vyhlášená v okolí rybníka s výskytem kuňky obecné.

## Obecní správa

### Části obce
- Koupě (k. ú. Koupě)

Sousedními obcemi sídla jsou Mišovice, Bělčice, Hudčice a Drahenice.

### Územněsprávní začlenění
Dějiny územněsprávního začleňování zahrnují období od roku 1850 do současnosti. V chronologickém přehledu je uvedena územně administrativní příslušnost obce v roce, kdy ke změně došlo:
- 1850 země česká, kraj Plzeň, politický i soudní okres Březnice[5]
- 1855 země česká, kraj Písek, soudní okres Březnice
- 1868 země česká, politický okres Blatná, soudní okres Březnice
- 1939 země česká, Oberlandrat Klatovy, politický okres Blatná, soudní okres Březnice[6]
- 1942 země česká, Oberlandrat Plzeň, politický okres Strakonice, soudní okres Březnice[7]
- 1945 země česká, správní okres Blatná, soudní okres Březnice[8]
- 1949 Plzeňský kraj, okres Blatná[9]
- 1960 Středočeský kraj, okres Příbram
- 2003 Středočeský kraj, okres Příbram, obec s rozšířenou působností Příbram

### Členství ve sdruženích
Koupě je členem ve svazku obcí Mikroregion Třemšín, který vznikl v roce 2000 s cílem celkového rozvoje regionu. Také je členem MAS Podbrdsko.

## Společnost

### Rok 1932
V obci Koupě (přísl. Slavětín, 466 obyvatel) byly v roce 1932 evidovány tyto živnosti a obchody: obchod s dobytkem, družstvo pro rozvod elektrické energie v Koupi, 3 hostince, kovář, krejčí, 2 obuvníci, obchod se smíšeným zbožím, švadlena, 2 trafiky, velkostatek.

### Školství
Do roku 1897 docházely děti z Koupě, Slavětína a hájoven Vejfuk a Brod do školy v Bělčicích. Poté začaly chodit do nově vystavěné školy v Koupi, která byla vysvěcena 3. října 1897. Při škole byla zřízena obecní školka a letní tělocvična. Řídícím učitelem se stal Augustýn Oppl. Ve školním roce 1913 chodilo do zdejší školy 90 dětí: 47 chlapců a 43 dívek.

## Doprava

### Dopravní síť
Obcí prochází silnice II/174 Velký Bor – Svéradice – Kadov – Lnáře – Bělčice – Březnice – Milín. 

### Autobusová doprava 2024
Autobusovou dopravu v obci Koupě zajišťuje společnost Arriva Střední Čechy. Obec je součástí Pražské integrované dopravy (PID). V obci, na silnici II/174, se nachází zastávka Koupě a směrem do Bělčic se nachází zastávka Koupě,Čepro. Autobusová linka 496 zajišťuje spojení mezi Březnicí, Bubovicemi, Hudčicemi, Koupí, Bělčicemi a Blatnou.

### Železniční doprava 2024
Územím obce prochází jednokolejná regionální železniční trať 203 Březnice–Strakonice, která byla uvedena do provozu v roce 1899. Nejbližšími železničními zastávkami směrem do Březnice jsou Slavětín u Březnice a Hudčice a směrem do Strakonic je to železniční stanice Bělčice.

## Turistika
Vesnicí vede červeně značená turistická trasa z Březnice na Třemšín a žlutě značená trasa z Koupě do Újezdu u Skaličan.